# Gesiel Júnior

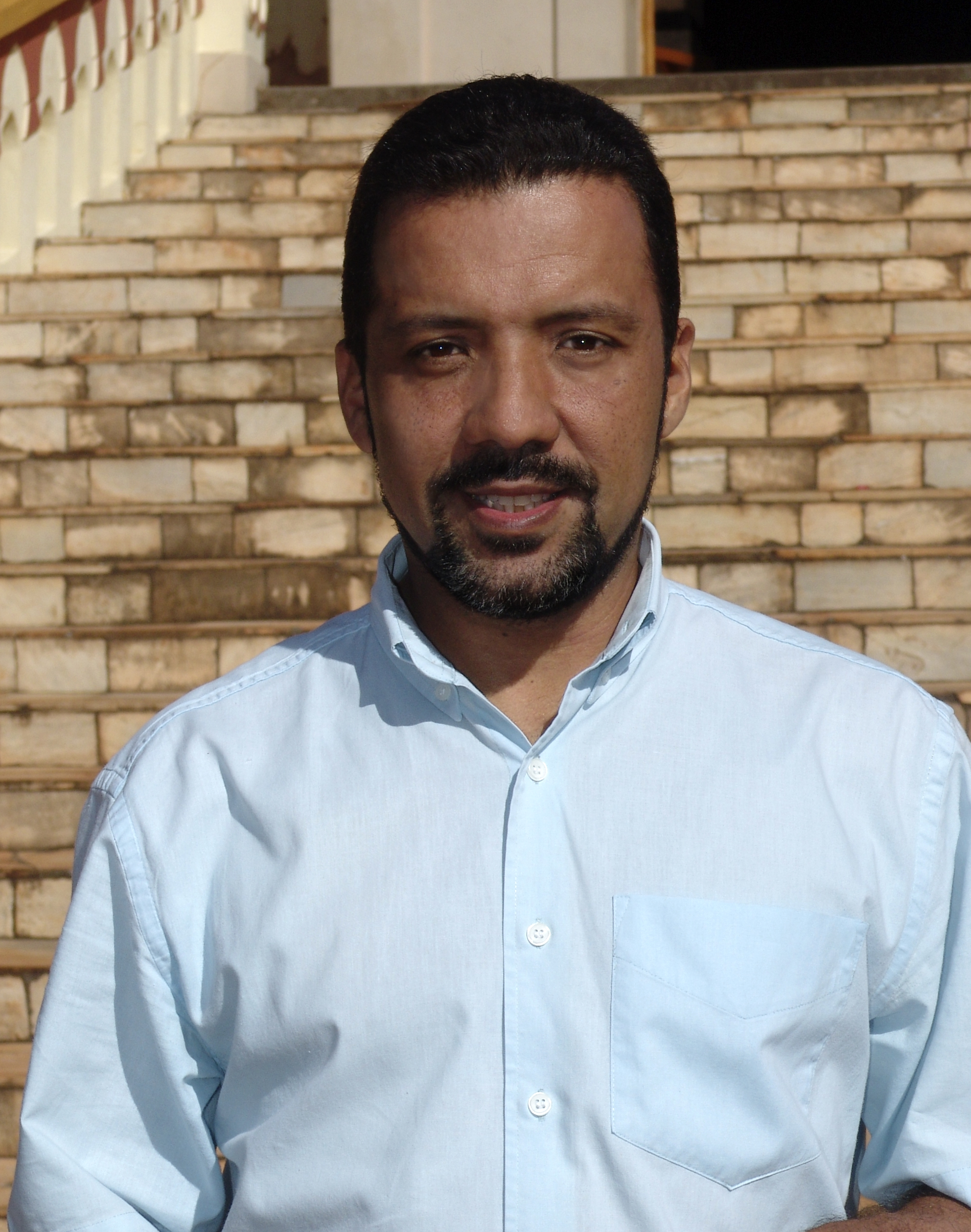
Gesiel Júnior

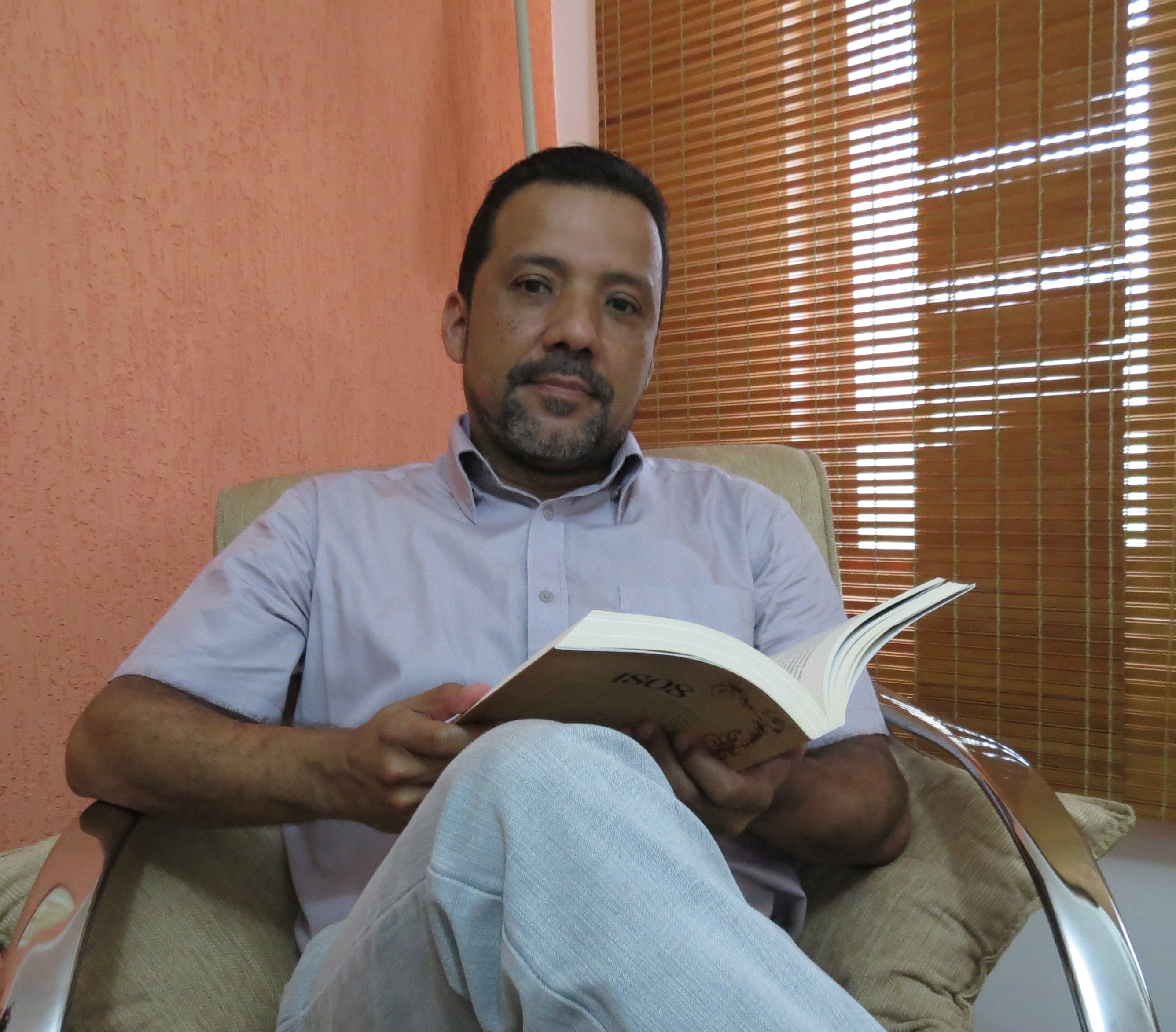
Escritor Gesiel Júnior, em Avaré.

Gesiel Theodoro da Silva Júnior (Águas de Santa Bárbara, 2 de dezembro de 1963) é um jornalista, escritor, pesquisador e cronista brasileiro. Estudou filosofia e teologia no Seminário Arquidiocesano de Botucatu (SP) entre os anos de 1981 e 1985. Vive e trabalha atualmente como servidor da Prefeitura da Estância Turística de Avaré. Iniciou sua carreira na imprensa na redação do extinto jornal "O Avaré" (1979) e foi, durante seis anos, correspondente da Agência Estado, quando assinou reportagens em O Estado de S. Paulo e Jornal da Tarde. De 1986 a 1996 foi adido de imprensa dos prefeitos Paulo Dias Novaes, Fernando Cruz Pimentel e Miguel Paulucci.
É fundador do Instituto Histórico e Geográfico de Avaré (IHGA), membro do gabinete de estudos da "Fundação Bailly & Lallier"1 , da Confederação Internacional da Sociedade de São Vicente de Paulo e membro da Academia Botucatuense de Letras e da Academia Sorocabana de Letras.[1] Biógrafo da pintora Djanira da Motta e Silva, é autor de vários livros sobre a história de Avaré, de numerosas pesquisas e reportagens sobre preservação da memória paulista e colabora com jornais e revistas de São Paulo.

## Obras publicadas
1. "Monsenhor Celso - A história de um Padre" – Editora Arcádia: São Paulo. 1997
2. "Santa Bárbara, seu monge e sua igreja" – Editora Arcádia: São Paulo. 1998
3. "Padre Emílio, Dr. Immoos" – Editora Arcádia: São Paulo. 1999
4. “Pater Emilio, Dr. Immoos – Das Leben eines Schweizers unter den verlassenen Kindern in Brasilien” – Editora Arcádia: São Paulo. 1999
5. "Mãe e Mestra - Vida e obra da Professora Izabel Pires Carvalho" – Editora Arcádia: São Paulo. 1999
6. "História de Djanira, brasileira de Avaré" - Editora Arcádia: São Paulo. 2000
7. "Maneco Dionísio - Biografia de Manuel Marcelino de Sousa Franco" - Editora Gril: Taquarituba (SP) 2001[1]
8. "Dom Vicente Zioni - Mestre da Fé" - Editora Gril: Taquarituba (SP)  2001
9. "Madre Paulina - Uma santa passou por Avaré" - Editora Gril: Taquarituba (SP). 2002
10. "Reflexos - Coletânea de Leituras Espirituais" - Editora Gril: Taquarituba (SP) 2002
11. "História da Paróquia de Nossa Senhora das Dores - Avaré" - in Guia Paroquial, Editora Gril: Taquarituba (SP) 2003
12. "Reflexos II - Coletânea de Leituras Espirituais" - Editora Gril: Taquarituba (SP) 2003
13. "Contando a Arte de Djanira" -Editora Noovha América, ISBN 85-86114-60-x - 2004
14. "Dom Sílvio - A história de um Bispo" - Editora Gril: Taquarituba (SP). - 2004
15. "Professor Celso Ferreira - Uma lição de vida" - Editora Gril: Taquarituba (SP). - 2005
16. "Reflexos III - Coletânea de Leituras Espirituais" - Editora Gril: Taquarituba (SP). - 2006
17. "Avaré: Terra do Verde, da Água e do Sol", Editora Noovha América[ligação inativa],: São Paulo, ISBN 978-85-7673-098-9 - 2007
18. "Um pensamento de Ozanam para cada dia do ano", Editora Gril: Taquarituba (SP). - 2008
19. "Chamados à perfeição da caridade" - Editora Gril: Taquarituba (SP). - 2009
20. "O parteiro da cidadania – biografia de Paulo Dias Novaes, médico e político", Arauco Editora - 2010.
21. "Avaré em memória viva" - Coletânea de artigos sobre a história de Avaré publicados no Semanário Oficial de Avaré - Editora Gri: Taquarituba (SP) - 2010.[2]
22. "Maneco Dionísio - Biografia de Manuel Marcelino de Sousa Franco- 2ª Edição" - Editora Gril: Taquarituba (SP) 2010[3]
23. "Avaré em memória viva 2" - Coletânea de artigos sobre a história de Avaré publicados no Semanário Oficial de Avaré - Editora Gril: Taquarituba (SP) 2011
24. "Avaré 150 anos," - Editora Noovha América: São Paulo, 2011
25. "Gessi" - Biografia de Gesiel Theodoro da Silva (pai) - Editora Gril: Taquarituba (SP) 2012
26. "Avaré em memória viva III" - Coletânea de artigos sobre a história de Avaré publicados no Semanário Oficial de Avaré - Editora Gri: Taquarituba (SP) 2012[4]
27. "Avaré"- Álbum Histórico e Fotográfico - (Volume I) - Editora Gril: Taquarituba (SP) 2012[5]
28. “ACIA – 80 anos” – Álbum Histórico e Fotográfico da Associação Comercial, Industrial e Agropecuária de Avaré – Editora Gril: Taquarituba (SP) 2013
29. "Avaré em memória viva IV" - Coletânea de artigos sobre a história de Avaré publicados no Semanário Oficial de Avaré - Editora Gril: Taquarituba (SP). 2013
30. "Djanira - para conhecer e colorir" - Edição Comemorativa do Centenário de Nascimento da Pintora Djanira - Editora Gril: Taquarituba (SP). Dezembro 2014 -[6][7]
31. "Vovô Zezé" - edição comemorativa do centenário de José Rosa Couto. Editora Gril: Taquarituba (SP). 2015
32. "Caminhos de Avaré" - Editora Gril - 2015 : Taquarituba (SP).[8]
33. "Em louvor a São Benedito" – 100 anos de fé e devoção em Avaré(9)
34. "Subversos" - Coletânea de poesia - Editora Gril: Taquarituba (SP).
35. "Fausto Mazzola - um grande escultor em Avaré" - Editora Grill: Taquarituba (SP).